# Muhammad Mireke
Muhammad Mireke (Muhammad Mirak, Muhammad Mirka) (+1388) fou un amir turcomongol dels Khuttalanis de Transoxiana, fill de Shir Bahram Khuttalani i gendre de Tamerlà (la seva filla Sultan Baot o Bakt Begum s'havia casat amb Mireke estant embarassada) contra el que es va revoltar. Va viure al segle xiv i va morir el 1388.
Quan el cap dels Khuttalanis, Ky Khuseru o Kai Khusraw Khuttalani, va confessar la seva culpa en una conspiració amb Husayn Sufi i el seu germà Yusuf Sufi, prínceps de Coràsmia, fou privat del comandament del tuman dels Khuttelanis que fou donat a Muhammad Mireke, de l'altra branca familiar amb la que justament existia una gran enemistat.; a Muhammad Mireke Tamerlà també li va entregar a Ky Khuseru perquè fes amb ell el que volgués.
A finals del 1383, en la campanya del Zamindawar, els timúrides van trobar l'oposició de Tumen Nikudari, el cap dels Nikudaris, que s'havia situat a Kidge (al sud-est de Bust) i cap al regne de Makran. Tamerlà va enviar contra ell al seu fill Miran Shah acompanyat de l'amir Muhammad Mireke; també va enviar contingents dirigits per diversos amirs: Hajji Saif al-Din Barles, Shaikh Ali Arghun Barles, Sevindjik Bahadur, i algun altre. Van passar el desert al sud de Bust i van trobar als Nikudaris acampats a la plana de Karan. Tumen va agafar immediatament posició de combat. Saif al-Din Barles, que era amic seu, va intentar convèncer-lo de que es sotmetés i que no tenia res a témer però fou inútil. El combat va començar i Tumen va resultar mort aviat d'un cop de llança; el seu cap fou enviat a Tamerlà.
El 1387 Tamerla va deixar a Muhammad Mireke dirigint el setge de Alinjak, amb ordre de reunir-se amb ell al acabar. Va tornar aviat sense haver complert el seu objectiu. Fou enviat també a buscar a Kara Mehmed i va entrar en un congost on va caure en una emboscada dels turcmans de la que es va lliurar amb dificultat.

## Revolta de Mireke (1388)
Abu l-Fath, germà petit de Muhammad Mireke de Khuttalan, va desertar i va fugir de Samarcanda, però fou atrapat al desert de Kiptxak per Lala Bahadur que el va interrogar i va revelar que estava a les ordres del seu germà Mireke que havia abandonat el partit de Timur. Fou portat a Bukharà on el princep Umar Xaikh va alertar al seu pare (que era a Coràsmia) i va anar a fer algunes indagacions a Samarcanda. Mireke havia convençut a les tropes de Samarcanda d'unir-se a la seva revolta i amb elles va sortir alshortes de la capital cap a la Porta de Ferro; pel seu costat les seves tropes al Khuttalan ja estaven a Tirmidh i havien saquejat la província però havien estat rebutjats a la ciutat de Tirmidh pel governador Timurtash. Umar Xaikh es va assabentar de tot això a Samarcanda i es va dirigir a Ilgazigage (a l'oest de Samarcanda, en la ruta cap a Karshi) on va reunir tropes. Mentre Mireke havia derrotat els governadors Dadmud Barles i Aktimur Bahadur, les possessions dels quals havia saquejat i havia ocupat l'arsenal on s'havia apoderat de les armes i maquinaria de guerra que va repartir entre els seus. Però quan Umar Xaikh es va presentar amb les seves tropes, el seu exèrcit es va desbandar. Mireke va fugir al Khuttalan creuant el riu Vakagh pel pont de pedra de Tajkupru. Umar Xaikh va passar per Hisar Shadman i Tirkani i va travessar el riu nadant. Mireke es va retirar al congost de Darei Dervaz i va demanar ajut a Shah Jalal al-Din, un príncep fronterer, però aquest li va refusar fins i tot l'entrada al seu castell; els domèstics de Mireke el van abandonar i va fugir cap a un altre lloc; els seus perseguidors no el trobaven. Umar Xaikh va acampar a Kaptxak al Khuttalan i allí es va establir en un palau (que abans era del propi Mireke) anomenat Ak Sarai, i va esperar uns dies a tenir notícies. Efectivament un viatger de nom Osman ibn Aruk Umar va informar haver sorprés a Mireke a una font a la muntanya Butatu i haver-lo apressat junt amb els seus quatre darrers servidors; Umar Xaikh va enviar l'ordre de matar-lo i així fou fet (1388). El seu germà Abu l-Fath també fou executat.
Durant el hivern de 1389-1390 Tamerlà va premiar a Sulayman Shah per diversos serveis donant-li la ma de la seva filla Sultan Bakt Begum, que era filla de Tamerlà i vídua de Muhammad Mireke.